# Canighul
Canighul (Kanighul) o Canghul es una plana propera a Samarcanda on Tamerlà va edificar una importants Jardins.
El 1397 Timur va acampar a la plana de Canghul, no lluny de Samarcanda. S'havia de celebrar el seu enllaç amb una filla del kan Khidr Khan de Mogolistan de nom Tukal Khanum i d'alguns dels seus nets i va ordenar una festa amb assistència de tota la noblesa (reines, dames i princeses, prínceps, nevians, amirs i caps religiosos i descendents del Profeta); la música va córrer a càrrec personalment del gran músic Khoja Abd al-Kader al-Maraghi, autor d'un famós llibre de música. La festa va durar tres mesos. En la mateixa festa la princesa Beghisi Sultan, filla de Miran Shah i neta de Timur, fou casada a Iskandar Mirza, fill d'Umar Xaikh i també net de Timur, d'acord a les lleis alcoràniques i els preceptes de Mahoma; la princesa Khan Zade, amb permís de Timur, va retornar a Tabriz, passant per Bukharà. A la tardor Tamerlà va ordenar la construcció d'uns jardins a la plana de Canighul que es van dir Baghi Dilkusha (Jardí que alegra el cor), que va dedicar a la seva nova reina.